# Isidro Montoya
Isidro Montoya Valencia, né le 3 novembre 1990 à Turbo, est un athlète colombien, spécialiste du sprint.

## Biographie
En 2010 il remporte deux médailles d'or aux Jeux d'Amérique centrale et des Caraïbes, sur 100 mètres et au relais 4 × 100 mètres. La même année, il remporte aussi le titre des Championnats d'Amérique du Sud d'athlétisme espoirs 2010. Aux Jeux d'Amérique centrale et des Caraïbes il s'élance en première position du relais et réalise avec ses compatriotes Álvaro Gómez, Luis Nuñez et Daniel Grueso un record de Colombie en 39 s 20.
Le 14 avril 2012, Isidro Montoya réalise un temps de 10 s 24 sur 100 mètres, ce qui constitue un minima B qualificatif pour les Jeux olympiques de 2012. À Londres il est éliminé en séries.
Le 29 août 2014, il s'aligne aux championnats de Colombie des moins de 23 ans à Cali, à la recherche d'un temps en vue des Jeux d'Amérique centrale et des Caraïbes, et réalise 10 s 15, un nouveau record national qui améliore les 10 s 17 de Grueso.

### Palmarès
| Date | Compétition                            | Lieu                 | Résultat | Épreuve   | Performance |
| ---- | -------------------------------------- | -------------------- | -------- | --------- | ----------- |
| 2009 | Championnats d'Amérique du Sud juniors | São Paulo            | 3e       | 100 m     | 10 s 63     |
| 2009 | Championnats d'Amérique du Sud juniors | São Paulo            | 2e       | 4 x 100 m | 41 s 26     |
| 2010 | Championnats ibéro-américains          | San Fernando         | 3e       | 4 x 100 m | 39 s 76     |
| 2011 | Championnats d'Amérique du Sud         | Buenos Aires         | 2e       | 4 x 100 m | 39 s 88     |
| 2013 | Championnats d'Amérique du Sud         | Carthagène des Indes | 3e       | 100 m     | 10 s 38     |
| 2013 | Championnats d'Amérique du Sud         | Carthagène des Indes | 2e       | 4 x 100 m | 39 s 76     |
| 2014 | Championnats ibéro-américains          | São Paulo            | 3e       | 100 m     | 10 s 32     |

### Records
| Épreuve    | Performance  | Lieu | Date         |
| ---------- | ------------ | ---- | ------------ |
| 100 mètres | 10 s 15 (RN) | Cali | 29 août 2014 |